# Zidani Most
Zidani Most este o localitate din comuna Laško, Slovenia, cu o populație de 330 de locuitori. Este o localitate cu o carieră de piatră, fiind un nod de  cale ferată ea aparține de comuna Laško din Slovenia centrală. Ea este situată la locul de vărsare a râului  Savinia în Save. La recensământul din anul 2002 localitatea avea 330 de locuitori. Numele localității provine de la numele unui pod. Podul peste Save există deja din perioada romană. In secolul XII a fost construit al doilea pod , fiind distrus într-o bătălie dintre Habsburgi și  orașul Celje sub comanda generalul Jan Vitovec.
Azi există aici trei poduri, din vara anului 1862 Zidani Most devine un nod de cale ferată principală, prin construirea căii ferate până la Zagreb și Sisak, pe aici trec trenurile Zagreb-Sisak și Veneția-Trieste spre Viena